# Knoop (touw)

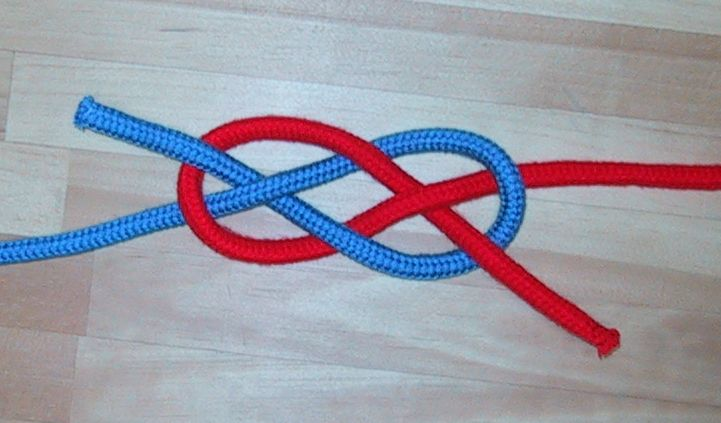
Dubbele hielingsteek

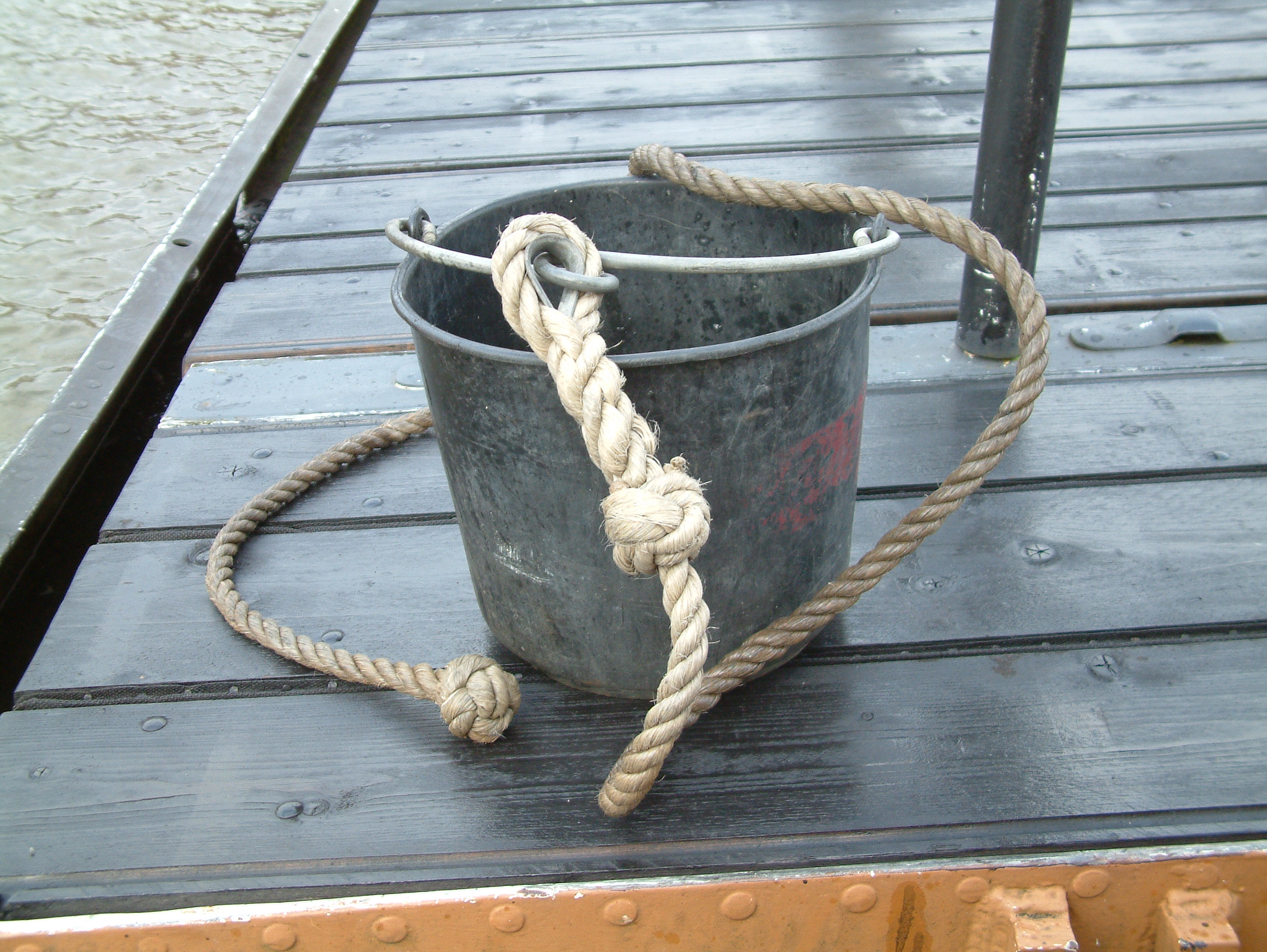
Twee sierknopen (oogsplits met diamantknoop en valreepsknoop) op de lijn van een puts

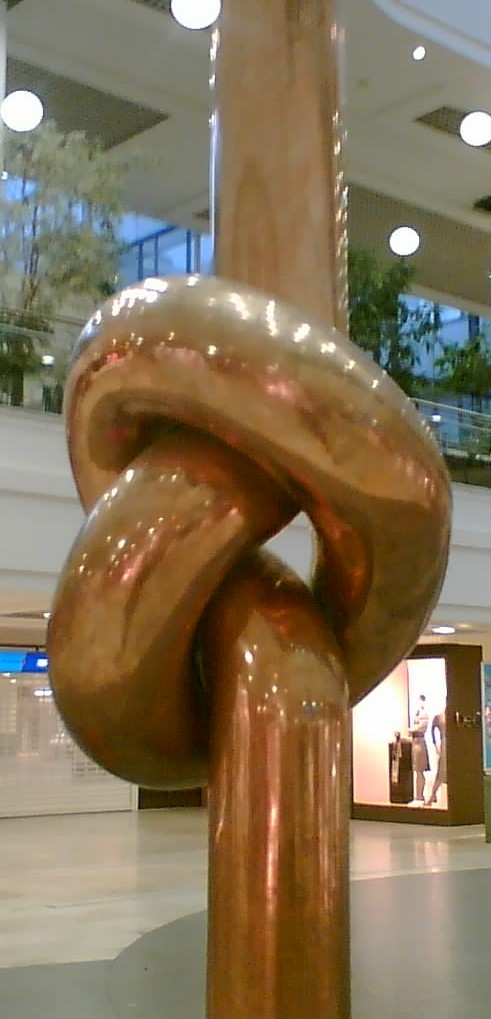
Knoop in Hoog Catharijne

Een knoop in een lijn (touw) is de situatie waarbij die lijn (of dat touw) om zichzelf of om een andere lijn of touw is gedraaid. Dit komt het meeste voor aan het eind van een touw of als twee touwen met elkaar worden verbonden. Als het gecontroleerd gebeurt heeft zo'n knoop meestal een naam, afhankelijk van het gebruik. Als een lijn of touw rond een voorwerp wordt genomen spreekt men meestal van een steek.
De termen knoop en steek worden vaak door elkaar gebruikt, de bewerking heet dan ook 'knopen'. Vaak wordt een onderscheid gemaakt: bij steken wordt het hele touw gebruikt (ook al worden sommige steken toch knoop genoemd, zoals de platte knoop), bij knopen worden de strengen van het touw in elkaar gewerkt, en bij splitsen worden de strengen in het hele touw gewerkt. Het verbinden van voorwerpen - zoals palen - tot constructies door middel van touwwerk noemt men daarentegen 'sjorren'. Elke knoop of steek heeft andere eigenschappen en welke knoop of steek er gebruikt wordt, is dan ook vooral afhankelijk van het doel dat men voor ogen heeft.
Knopen en steken zijn bedoeld om weer losgemaakt te kunnen worden. Een goed gelegde knoop of steek kan altijd weer met gemak worden losgemaakt door een lus van de knoop weg te drukken of - in het geval dat er een slipsteek op is toegepast - door aan het losse eind van de lijn te trekken.
Het geheel van het leggen van knopen, splitsen, zeilnaaien etc. noemt men schiemanswerk.

## Toepassing
De keuze van de knoop of steek wordt mede bepaald door de kracht die er op uitgeoefend kan worden voordat de lijn breekt. De plaats waar de lijnen elkaar (of zichzelf) kruisen is in principe een zwak punt: de lijnen kunnen elkaar afknellen en zo op dat punt beschadigen. Als je de keuze hebt tussen één lange lijn of twee (of meer) aan elkaar geknoopte lijnen verdient de lange lijn over het algemeen de voorkeur. Kenmerkend van steken is, dat zij meestal het best blijven zitten als zij onder spanning staan. Bij knopen is de spanning bij het vastzetten belangrijk, maar daarna eigenlijk bijzaak. Knopen zonder slipsteek, waarbij de lijn zichzelf afknelt, zullen moeilijker weer los te maken zijn. Deze zijn daarom voor veel doelen minder geschikt.
Knopen en steken worden veel gebruikt in de transportsector, zoals de scheepvaart en het vrachtwagentransport. Daarnaast spelen knopen en steken een belangrijke rol in de klimsport. De kwaliteit van de verbindingen van lijnen is hier letterlijk van levensbelang.
Ook bij het naaien, breien en haken spelen knopen en steken een belangrijke rol. Het gaat bij het naaien en breien meestal om steken. Er bestaan diverse verschillende (sier)steken voor het naaien en het breien van textiel en het breien van netten. Onder vissers zijn eveneens vakeigen knopen en steken bekend, steken die er om bekendstaan dat ze geschikt zijn om in nat en glad touwwerk te worden gelegd. Men noemt dit visserssteken. Chirurgen zijn weer bekwaam in het leggen van knopen en steken in zeer gladde nylonlijnen.

## Alternatief
Als er een permanente situatie wordt beoogd past men beter geen knoop of steek maar een splits toe. Splitsen in touw, bijvoorbeeld om het uiteinde netjes af te werken (eindsplits), er een oog in te maken (oogsplits) of twee touwen in elkaars verlengde vast te maken (hier bestaan verschillende splitsen voor). Een belangrijk verschil tussen een splits en een knoop is dat bij een knoop een touw als geheel gezien wordt (er wordt dan ook van lijn gesproken; touw gaat in principe over het materiaal), en bij een splits worden de afzonderlijke strengen van het touw gebruikt. Deze strengen worden op een nieuwe manier door elkaar gehaald en vervolgens weer strakgetrokken. Een goede splits hoeft in principe niet meer losgemaakt te kunnen worden.

## Soorten knopen
De kennisoverdracht van het leggen van knopen, steken, sjorringen en splitsen vindt voornamelijk plaats binnen de branches waar ze worden toegepast. Daarbuiten staat ook Scouting bekend als leermeester in het schiemanswerk.

### Stoppen
- Achtknoop: als goed losmaakbare stopper aan het eind van een touw (bijvoorbeeld op een fokkeschoot)
- Eindsplits: in plaats van een betakeling aan het eind van een touw om rafelen te voorkomen
- Halve steek: alleen bruikbaar als onderdeel van een knoop of soms als borg, maar ook om een zeil te marlen
- Valreepsknoop: in feite een sierknoop, aan het eind van een touw

### Verbinden van twee lijnen
- Dievenknoop: om twee lijnen van gelijke dikte aan elkaar te verbinden op een wijze die op de platte knoop lijkt
- Dubbele hielingsteek: om twee lijnen van gelijke dikte aan elkaar te verbinden
- Oudewijvenknoop: een variant op de platte knoop met slechtere eigenschappen
- Platte knoop: om twee lijnen van gelijke dikte aan elkaar te verbinden, deze knoop dient niet onder spanning te staan
- Schootsteek: om twee lijnen van ongelijke dikte en onder spanning, of een lijn en een lus aan elkaar te verbinden. Voor lijnen van ongelijke dikte wordt vaak de dubbele schootsteek gebruikt
- Seizingsteek: om twee lijnen van ongelijke dikte aan elkaar te verbinden
- Vissersknoop: een visserssteek om twee lijnen van gelijke dikte aan elkaar te verbinden

### Vastmaken aan een vast punt
- Constrictorknoop: om een lijn aan een (staande of liggende) paal vast te maken
- Dubbele paalsteek: om een niet schuivende lus midden in een lijn te maken
- Kikkersteek: om een lijn op een kikker te beleggen
- Lusknoop
- Mastworp: om een lijn aan een (staande of liggende) paal vast te maken
- Paalsteek: om een niet schuivende lus in het eind van een lijn te maken
- Paardenknoop: een knoop om een paard met het halstertouw vast te zetten
- Slag met twee halve steken: om een lijn om een dikke paal te bevestigen
- Treksteek: een steek waarbij een touw dubbel genomen aan een object wordt bevestigd, zodanig dat één lijn kan worden belast en de andere dient om de steek los te trekken zonder dat het andere touw over het object hoeft te schuiven
- Wurgsteek: om een lijn aan een (staande of liggende) paal vast te maken

### Vastmaken van objecten
- Ankersteek: om een lijn vast aan een oog te bevestigen
- Bandknoop: het maken van een lus van een platte band, voornamelijk bij klimmen gebruikt
- Halve steek met bindsel: om een niet-vaste lus in het eind van een lijn te maken

### Niet-schuivende lus in het midden van een touw
- Dubbele paalsteek
- Gareelsteek: deze steek wordt ook gebruikt als eerste steek om breiwerk op te zetten
- Middenmansknoop

### Bijeenhouden van zaken
- Chirurgenknoop (ook wel waterknoop)[1]
- Rolladeknoop: gebruikt voor het bij elkaar houden van het vlees in een rollade
- Slipsteek: vastmaken en eenvoudig weer los kunnen trekken
- Veterknoop: oudewijvenknoop of platte knoop met dubbele slipsteek (lus) om de knoop eenvoudig los te kunnen maken
- Molenaarsknoop: dichtbinden van zakken

### Inkorten van lijnen
- Trompetsteek

### Sierknopen
- Dubbele windsor
- Halve windsor
- Prattknoop
- Stropdasknoop
- Turkse knoop
- Valreepsknoop

## Symboliek
Algemeen is de knoop het symbool van eenheid.

### Christendom
Een franciscaner monnik is te herkennen aan de drie knopen aan het touw van zijn habijt.

### Mythologie

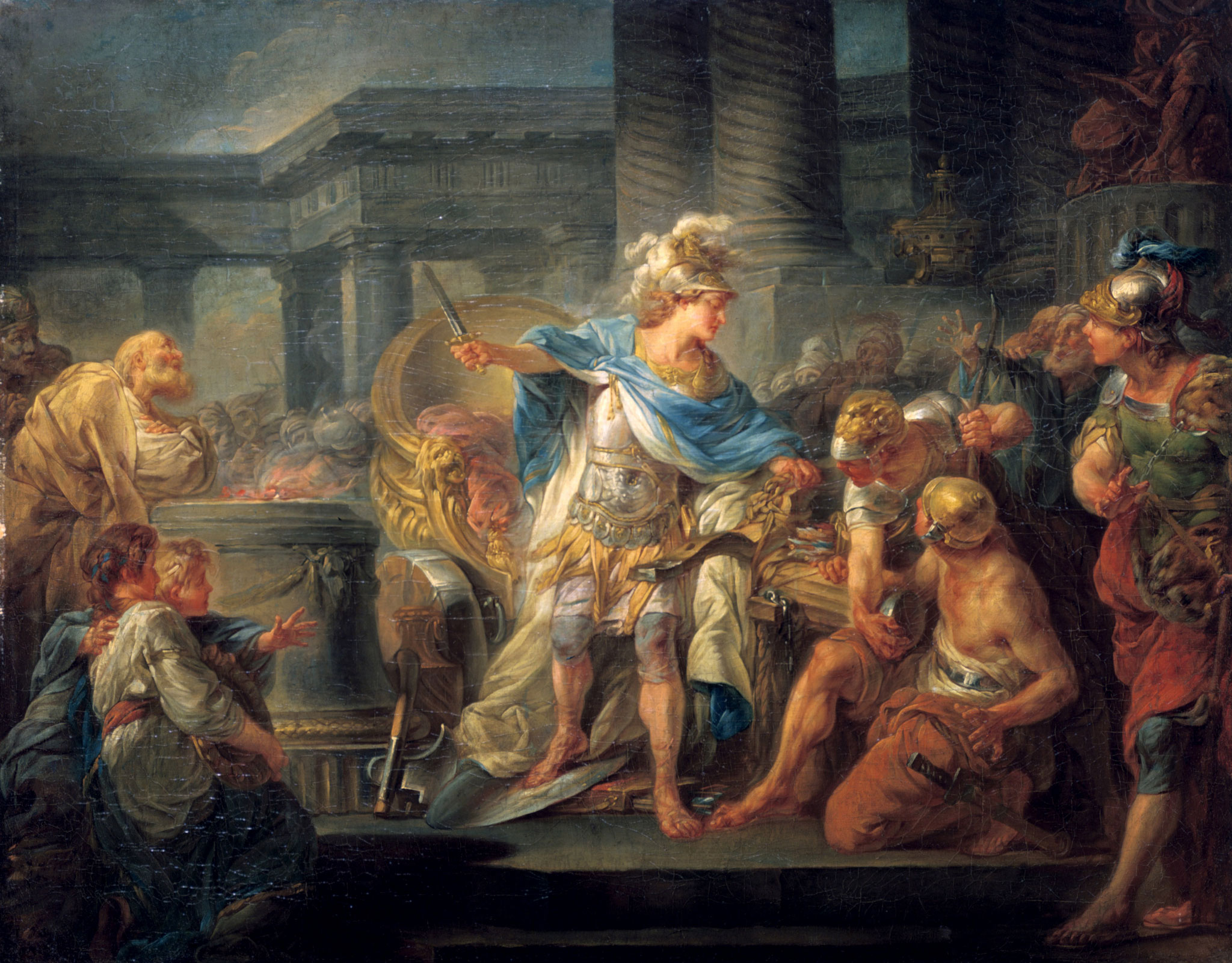
Alexander hakt de Gordiaanse knoop door, Jean Simon Berthélemy (1743–1811)

Uit de mythologie kent men de Gordiaanse knoop, een schier onontwarbare knoop. Volgens het verhaal zou de man die deze knoop kon ontwarren de heerschappij over de hele wereld verkrijgen. Na vele mislukte pogingen vóór hem loste Alexander de Grote het probleem uiteindelijk op met zijn zwaard. Daarvan komt de uitdrukking "de knoop doorhakken".
De knoop van Amor symboliseert de liefde. Venus en Mars worden zo afgebeeld.